# Hunawihr
Hunawihr es una localidad y comuna francesa situada en el departamento de Alto Rin, en la región de Alsacia.
Por su belleza y atractivo turístico es uno de los pueblos distinguidos por la asociación Les plus beaux villages de France.

## Demografía
| 518                        | 523 | 521 | 537 | 503 | 511 |
| (Fuente: [cita requerida]) |     |     |     |     |     |

## Patrimonio
- Iglesia fortificada de Saint-Jacques-le-Majeur (Santiago el Mayor), del siglo XIV, clasificada Monumento Histórico de Francia
- Centro regional para la reintroducción de cigüeñas y nutrias.
- Jardín de mariposas exóticas.